# 온베쓰정
온베쓰정(音別町)은 일본 홋카이도 구시로 지청 시라누카군에 있던 정이다.
2005년 10월에 구시로시와 합병해 구시로시의 월경지가 되었다.

## 지리
구시로 지청 서부에 위치한다. 구시로시에서 서쪽으로 약 45km, 오비히로시에서 동쪽으로 약 75km 떨어져 있으며, 마을 남부는 태평양에 접해 있고 인구도 해안가에 집중되어 있다. 북부는 구릉과 산악지대이다. 

## 역사
- 1919년 - 샤쿠베쓰촌이 되었다.
- 1922년 온베쓰촌이 개칭되었다.
- 1959년 - 정으로 승격해 온베쓰정이 되었다.

## 인구
한때 1만 명 이상의 인구를 보유하고 있었으나 구시로시에 합병되기 직전의 인구는 2760명이었으나 2015년 11월에 2000명 이하로 떨어졌고, 2016년 3월 말 인구는 1997명(1082세대)으로 2016년 3월 말 현재 거주 인구가 1명 이상 20명 미만인 경우도 많았다.

## 교통

### 공항
- 구시로 공항

### 철도
- 홋카이도 여객철도
  - 네무로 본선

### 도로
- 국도 38호선